# 鲯鳅
鲯鳅，为輻鰭魚綱鱸形目鱸亞目鱰科鲯鳅属的一種。

## 名稱
中文俗名三保公鱼、飛虎、海（魚廉）、鬼头刀，英语称为“海豚鱼”（dolphinfish），夏威夷语中称，為壯碩之意。日語中稱鱪、鱰（シイラ），西班牙语稱dorado，意為黃金。

## 分布
本魚分布于全球各大洋溫暖水域。

## 特徵
本魚體延長側扁，以前部為最高處，雄魚頭頂部隆起形成一頭飾；側線在胸鰭上方彎曲呈三角形，體有閃光呈鮮綠色，腹部淡黃色散布亮青色斑點，有些個體非常豔麗。雌魚全體呈藍青色。但魚死亡後黃色部份很快變為淺褐色。背鰭軟條58至66枚；臀鰭軟條25至31枚；脊椎骨31個，體長可達2.1公尺。

## 生態
本魚棲息在海洋表層，從表層至水深10公尺。喜群集於蔭影流木、浮藻區，晝行性。屬肉食性，以飛魚、虱目魚、河豚、沙丁魚、章魚或其他魚類為食。

## 經濟利用
食用魚，肉質白，味道淡，適合做成生魚片、醃漬、魚丸或魚鬆等等，另外也是著名的遊釣魚種。在台灣，該魚盛產於4至6及10至12月，且秋、冬季時該魚較肥美。

## 圖片集

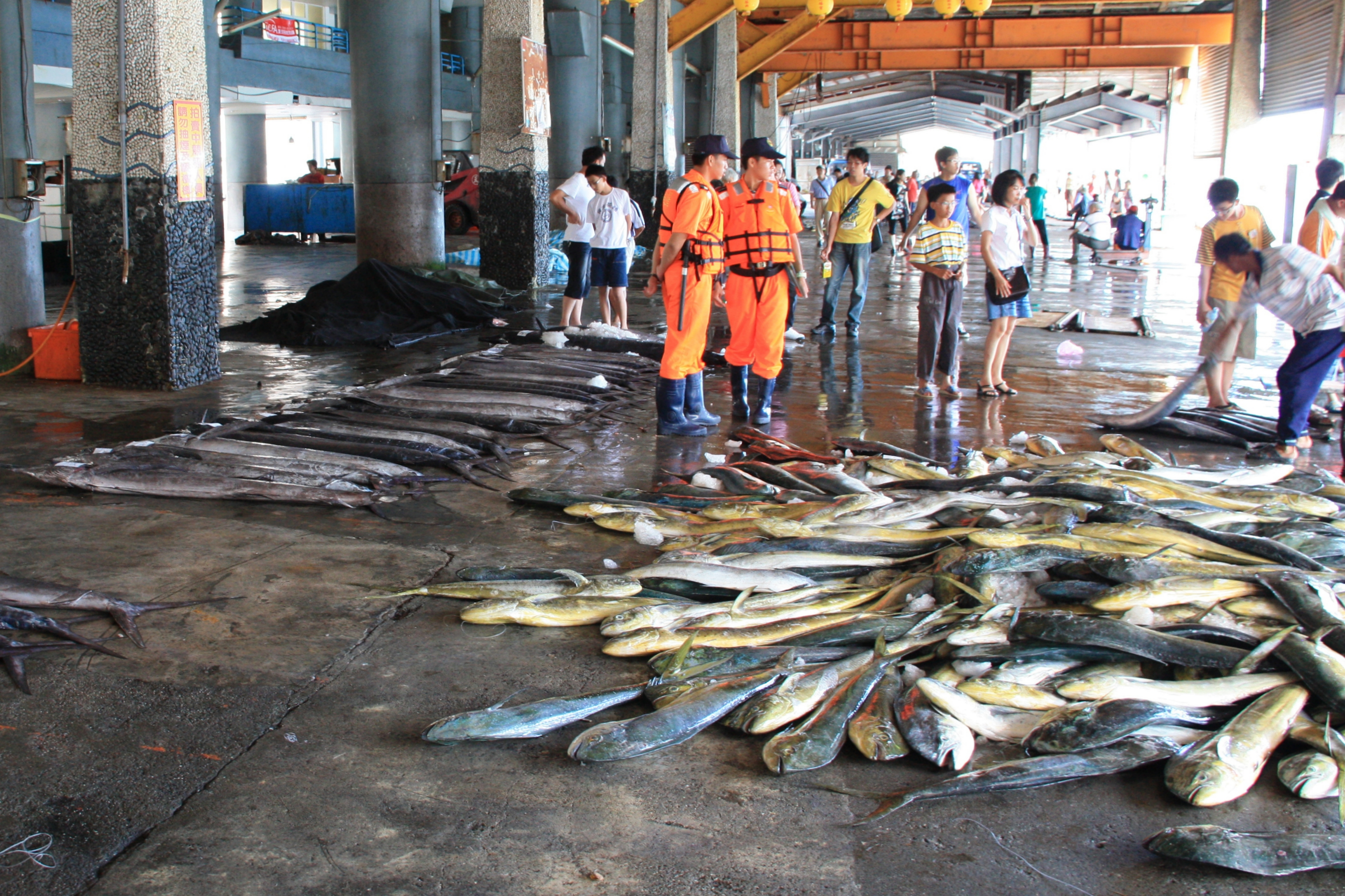
台東縣成功漁港碼頭旁的漁市場內，成堆捕獲的鬼頭刀等待拍賣。

## 扩展阅读
維基物種上的相關：鲯鳅

## 外部連結
- 牛頭魚 （页面存档备份，存于） - 香港海水魚資料庫 （页面存档备份，存于）